# Фочи (Изернија)
Фочи је насеље у Италији у округу Изернија, региону Молизе.
Према процени из 2011. у насељу је живело 109 становника. Насеље се налази на надморској висини од 807 м.